# Зінов'єв Микола Миколайович
Зінов'єв Микола Миколайович (17 травня 1945, Москва, СРСР — 17 серпня 2018, Москва, Росія) — радянський і російський поет, автор текстів більше двохсот пісень. багаторазовий лауреат фестивалю «Пісня року».

## Біографія
Микола Зінов'єв народився в родині творчих людей, його батько був режисером, а мати — піаністкою. Закінчив Літературний інститут імені Горького (факультет журналістики). Найпершу пісню на вірші Зінов'єва «Політ на дельтаплані» (композитор Едуард Артем'єв) в 1982 році виконав Валерій Леонтьєв, потім послідували пісні у виконанні Софії Ротару — «Червона стріла» і «А музика звучить» (композитор Олексій Мажуков). Найбільшу популярність здобула композиція «Паромщик» (композитор Ігор Ніколаєв), з якої в 1985 році Алла Пугачова стала фіналісткою телевізійного фестивалю «Пісня року». Відомий Микола Зінов'єв також і за віршами, які лягли в основу популярних пісень на музику Едуарда Артем'єва, Раймонда Паулса, Ігоря Ніколаєва, Ігоря Демаріна, Юрія Ерікони, Лори Квінт, Олексія Мажукова, Петре Теодоровича. Ці пісні звучать у виконанні Йосипа Кобзона, Алли Пугачової, Валерія Леонтьєва, Олександра Малініна, Миколи Караченцова, Михайла Боярського, Олександра Михайлова, Лариси Доліної, Лайми Вайкуле, Людмили Гурченко і багатьох інших відомих артистів.
Всього Микола Зінов'єв написав понад 200 пісень. У 2008 році був змушений залишити творчу діяльність через Хвороби Паркінсона. Живе в Підмосков'ї.

## Популярні пісні
| Пісня                                          | Композитор        | Виконавець         |
| ---------------------------------------------- | ----------------- | ------------------ |
| «Паромщик»                                     | Ігор Ніколаєв     | Алла Пугачова      |
| «Казанова» (1993)                              | Олексій Гарнізов  | Валерій Леонтьєв   |
| «Зелене світло / Світлофор» (1984, 1999, 2014) | Раймонд Паулс     | Валерій Леонтьєв   |
| «Політ на дельтаплані» (1983)                  | Едуард Артем'єв   | Валерій Леонтьєв   |
| «Ностальгія»                                   | Едуард Артем'єв   | Ігор Тальков       |
| «Майстер і Маргарита»                          | Ігор Ніколаєв     | Ігор Ніколаєв      |
| «Римська опівночі»                             | Петрэ Теодорович  | Олександр Михайлов |
| «Я читаю думки твої»                           | Раймонд Паулс     | Лариса Доліна      |
| «Афганський вітер»                             | Ігор Ніколаєв     | Валерій Леонтьєв   |
| «Прекрасне не можна» (1996)                    | Олександр Малінін | Олександр Малінін  |
| «Благання»                                     | Олександр Малінін | Олександр Малінін  |
| «Один квиток» (1997)                           | Ігор Крутой       | Валерій Леонтьєв   |
| «Мадам»                                        | Лора Квінт        | Микола Караченцов  |
| «Чаклунка за кермом»                           | Лора Квінт        | Микола Караченцов  |
| «Стара дорога»                                 | Лора Квінт        | Катерина Шавріна   |
| «Тримай фасон»                                 | Лора Квінт        | Ірина Шведова      |
| «Здорово, корова!»                             | Лора Квінт        | Андрій Білль       |
| «Моя Росія»                                    | Олексій Гарнізов  | Ян Осін            |
| «Фабула»                                       | Юрій Ерікона      | Наталя Гундарєва   |
| «Полутона»                                     | Юрий Эрикона      | Лев Лещенко        |
| «Вогонь в каміні»                              | Юрій Ерікона      | Михайло Боярський  |
| «На шиї немає хреста»                          | Юрій Ерікона      | Олександр Михайлов |
| «Перетнемо»                                    | Ігор Демарин      | Ігор Демарин       |
| «Листя літнього саду»                          | Ігор Демарин      | Ігор Демарин       |
| «Жайворонок і сова» (1996)                     | Ігор Демарин      | Лайма Вайкуле      |
| «Біс у ребро»                                  | Ігор Демарин      | Ірина Шведова      |
| «Музей мадам тюсо»                             | Ігор Демарин      | Микола Караченцов  |
| «Дядько-сапер»                                 | Володимир Євзеров | Микола Караченцов  |
| «Дві Русі»                                     | Ігор Матета       | Маша Распутіна     |
| «Дві свічки»                                   | Кріс Кельмі       | Кріс Кельмі        |
| «Тільки ти»                                    | Володимир Євзеров | Олександр Малінін  |
| «Гуляємо весілля»                              | Володимир Євзеров | Надія Кригіна      |
| «Червона стріла»                               | Олексій Мажуков   | Софія Ротару       |
| «А музика звучить»                             | Олексій Мажуков   | Софія Ротару       |
| «Плаття»                                       | Олександр Морозов | Йосип Кобзон       |